# Collegio di Southgate and Wood Green
Southgate and Wood Green è un collegio elettorale inglese situato nella Grande Londra, e rappresentato alla Camera dei Comuni del Parlamento del Regno Unito. Elegge un membro del Parlamento con il sistema first-past-the-post, ossia maggioritario a turno unico; l'attuale parlamentare è Bambos Charalambous del Partito Laburista, che rappresenta il collegio dal 2024.

## Estensione
Il collegio è costituito dai seguenti ward:
- nel borgo londinese di Enfield: Arnos Grove; Bowes; Cockfosters; New Southgate; Oakwood; Palmers Greene Southgate;
- nel borgo londinese di Haringey: Bounds Green; Noel Park; White Hart Lane e Woodside.[1]

## Membri del Parlamento
| Elezione | Elezione | Deputato            | Partito   |
| -------- | -------- | ------------------- | --------- |
|          | 2024     | Bambos Charalambous | Laburista |

## Elezioni

### Elezioni negli anni 2020
| Partito                    | Partito                                      | Candidato                  | Risultati 4 luglio 2024 | Risultati 4 luglio 2024 |
| Partito                    | Partito                                      | Candidato                  | Voti                    | %                       |
| -------------------------- | -------------------------------------------- | -------------------------- | ----------------------- | ----------------------- |
|                            | Laburista                                    | Bambos Charalambous        | 23 337                  | 51,10                   |
|                            | Conservatore                                 | Eric Sukumaran             | 8 037                   | 17,60                   |
|                            | Verdi                                        | Charith Gunawardena        | 5 607                   | 12,28                   |
|                            | Lib Dem                                      | Lauren Fulbright           | 3 925                   | 8,59                    |
|                            | Reform UK                                    | Lucy O'Sullivan            | 3 147                   | 6,89                    |
|                            | Workers                                      | Geoff Moseley              | 833                     | 1,82                    |
|                            | TUSC                                         | Karl Vidol                 | 785                     | 1,72                    |
|                            |                                              |                            |                         |                         |
| Iscritti                   | Iscritti                                     | Iscritti                   | 77 542                  | 100,00                  |
| ↳ Votanti (% su iscritti)  | ↳ Votanti (% su iscritti)                    | ↳ Votanti (% su iscritti)  | 45 671                  | 58,90                   |
| ↳ Astenuti (% su iscritti) | ↳ Astenuti (% su iscritti)                   | ↳ Astenuti (% su iscritti) | 31 871                  | 41,10                   |
|                            |                                              |                            |                         |                         |
|                            | Esito: collegio a Laburista (nuovo collegio) |                            |                         |                         |